# العودة الفلسطينية إلى إسرائيل

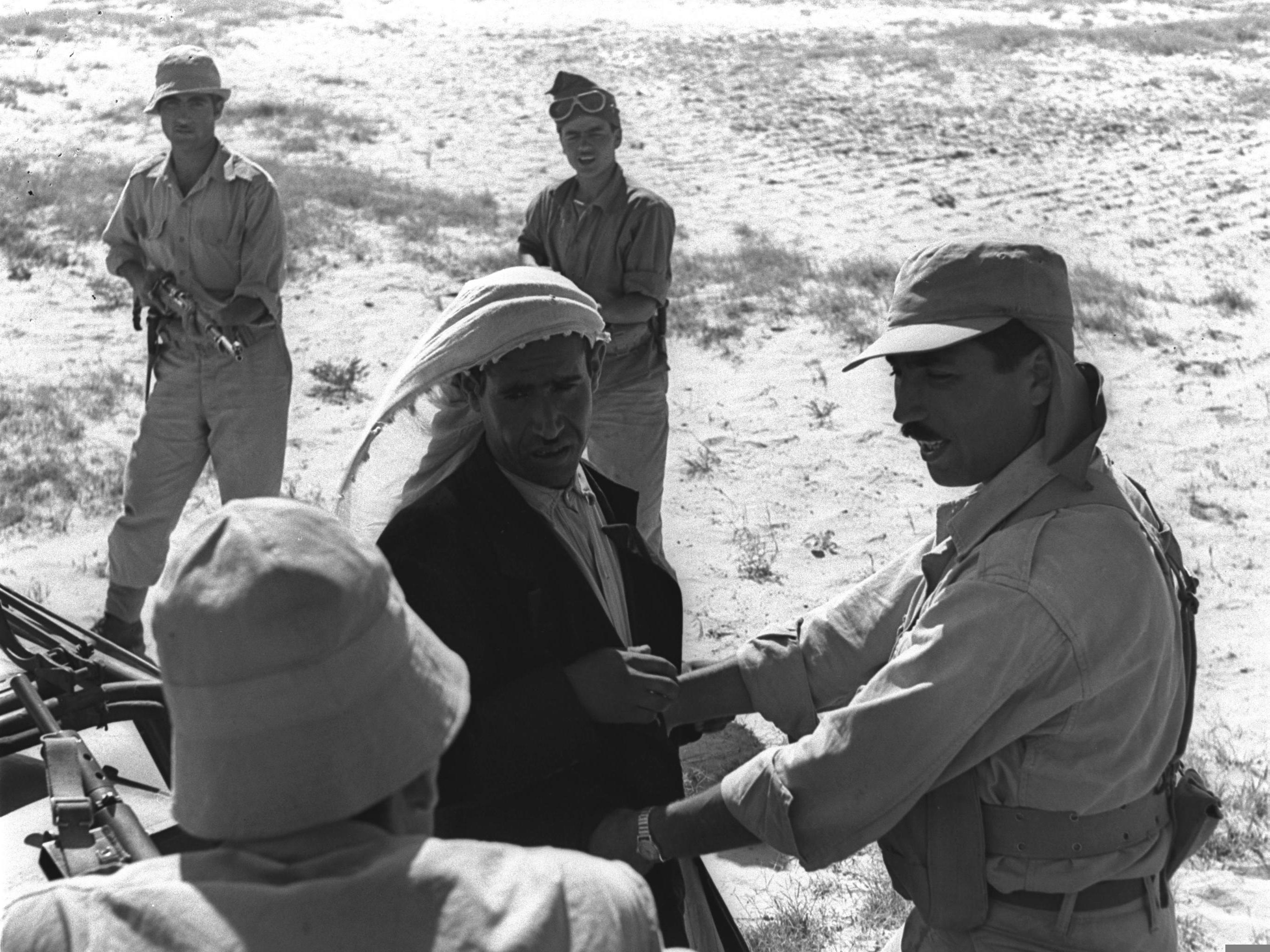
فلسطيني من قطاع غزة يعتقله جنود إسرائيليين عام 1954.

العودة الفلسطينية إلى الأراضي المحتلة عام 1948 تشير إلى حركة الفلسطينيين داخل أراضي ما أصبح يعرف بإسرائيل.
شهدت الفترة ما بين 1948 و1956 محاولات حثيثة من جانب الفلسطينيين لعبور الحدود مما أدى إلى نشوب صدام عنيف بين حرس الحدود الإسرائيلي وعابري الحدود.

## السياسة الإسرائيلية
السياسة الإسرائيلية لمنع اللاجئين العائدين إلى ديارهم صاغها في بادء الأمر دافيد بن غوريون ويوسف فايتس واعتمدتها الحكومة الإسرائيلية رسمياً في يونيو 1948. في ديسمبر من ذلك العام، اعتمدت الجمعية العامة للأمم المتحدة القرار 194، الذي قرر «أنه ينبغي السماح للاجئين الراغبين في العودة إلى ديارهم والعيش في سلام مع جيرانهم في أقرب وقت ممكن عملياً وأنه ينبغي دفع تعويض عن ممتلكات من يختارون عدم العودة، وعن فقدان أو تلف الممتلكات التي، في إطار مبادئ القانون الدولي أو الإنصاف، يجب أن تصلحها الحكومات أو السلطات المسؤولة.» على الرغم من مطالبة المجتمع الدولي، بما في ذلك الرئيس الأمريكي هاري ترومان، على أن عودة اللاجئين الفلسطينيين أمر ضروري، فقد رفضت إسرائيل السماح لهم بالعودة. في السنوات التي تلت دأبت إسرائيل على رفض تغيير موقفها وأدخلت كذلك تشريعات تمنع اللاجئين الفلسطينيين من العودة واستعادة أراضيهم وممتلكاتهم المصادرة.

## تقديرات ديموغرافية
قال الآن بيكر، المستشار السابق لوزارة الخارجية الإسرائيلية، أن إسرائيل سمحت من عام 1948 وحتى عام 2001، لحوالي 184,000 فلسطيني بالاستقرار في إسرائيل.

## 1948–1956: الحروب الحدودية والتسلل
التسلل الفلسطيني يشير إلى العديد من عمليات عبور الحدود التي قام بها فلسطينيون تعتبرها السلطات الإسرائيلية غير قانونية خلال السنوات الأولى من قيام الدولة الإسرائيلية. وكان معظم الأشخاص المعنيين لاجئين يحاولون العودة إلى ديارهم، واستعادة الممتلكات التي تركت وراءهم خلال الحرب، وجمع المحاصيل من حقولهم السابقة وبساتين داخل الدولة الإسرائيلية الجديدة. ونتيجة لذلك، عاد ما بين 30,000 و90،0000 لاجئ فلسطيني إلى إسرائيل. ويقول ميرون بينيفاستي إن حقيقة أن المتسللين كانوا في غالبيتهم من سكان الأرض السابقين العائدين لأسباب شخصية واقتصادية وعاطفية قد قمعت في إسرائيل لأنه كان يخشى أن يؤدي ذلك إلى فهم دوافعهم وإلى تبرير أفعالهم.
اعتبرت السلطات الإسرائيلية أن عودة اللاجئين الفلسطينيين للإقامة الدائمة في ديارهم، أو بدلاً من ذلك، إذا كانت منازلهم قد دمرت أو احتلتها مهاجرون يهود، للإقامة في المجتمعات العربية التي لا تزال موجودة، مشكلة رئيسية. وأعربوا عن قلقهم من أن عودة اللاجئين هذه قد تعكس أثر الهجرة الجماعية الفلسطينية خلال حرب 1948، التي خلقت أغلبية يهودية داخل حدود إسرائيل وفتحت مساحات هائلة من الأراضي المملوكة رسميا للعرب للاستيطان اليهودي.